# オルガン²/ASLSP

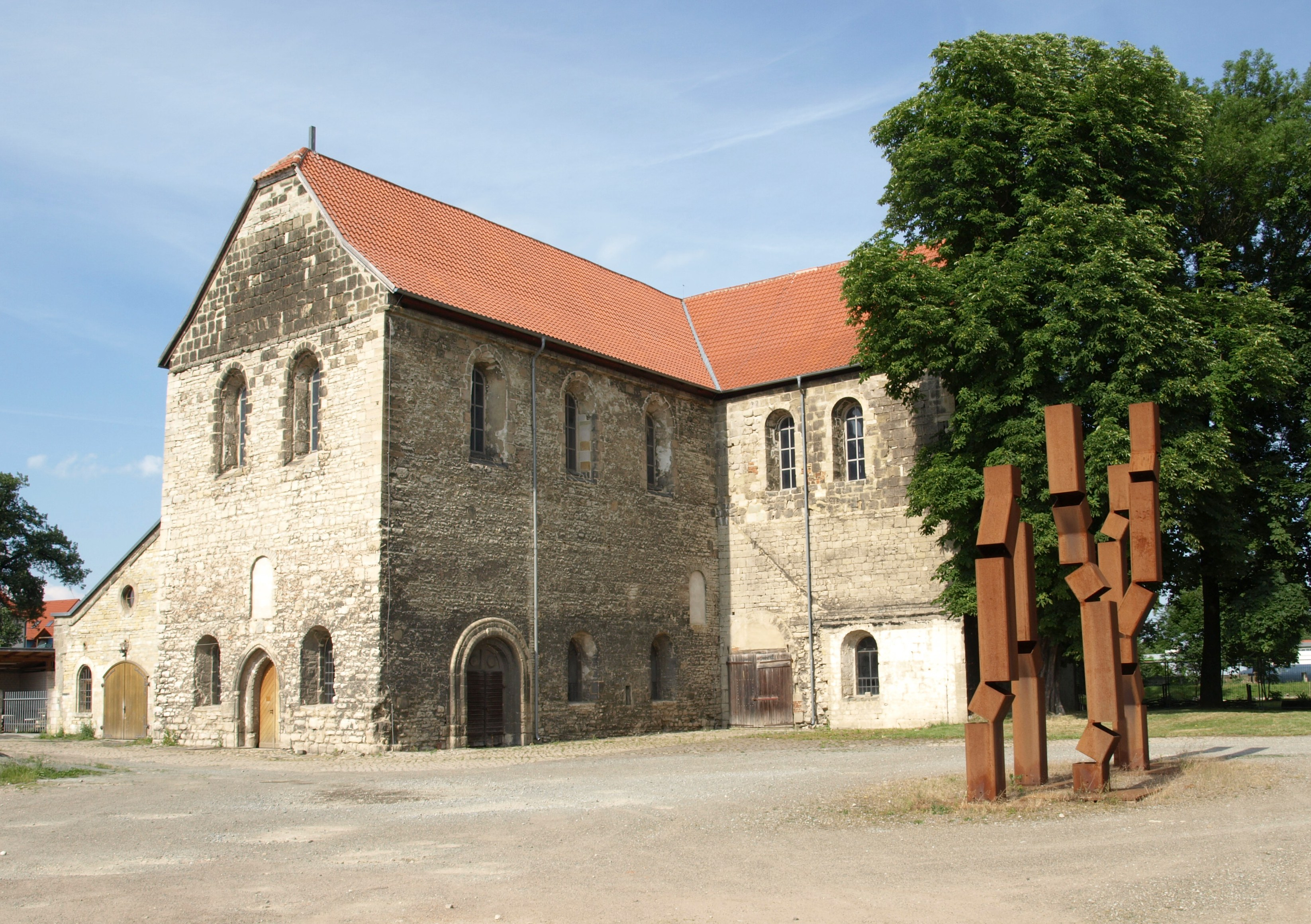
ドイツ、ハルバーシュタットの聖ブキャルディ教会

Organ²/ASLSP（英:As Slow as Possible = 可能な限り遅く）は、ジョン・ケージが作曲したオルガンまたはピアノのための楽曲である。（事実上、演奏時間は無限なため）世界最長の演奏時間を持つ作品の一つ。
ピアノ版の代表的な演奏時間は、20分から70分である。
2001年からドイツ、ハルバーシュタットのブキャルディ廃教会で639年以上の期間をかけるオルガン版の演奏が始まった（後述）。

## 歴史
この作品は1985年、「創造と舞台芸術のためのメリーランド夏期講習会」主催のピアノコンクールにおける現代曲部門課題曲として作曲された『ASLSP』を改作する形で1987年にオルガン曲に編曲された。
この作品はケージの他の作品同様「開かれた形式」（演奏に関する多くが演奏者に委ねられ、そのため作品は一つとして同じ演奏にならない）が採用されており、よって演奏時間は奏者に任されている。すなわち無限に演奏することも可能であるし、逆に5分もかけず終えることも可能である。
楽譜は約8ページで構成される。

## 演奏史
2008年のARTSaha!Festivalにおいて、ジョー・ドルーによって24時間に渡る作品の演奏が行われた。このときドルーは既に9時間、12時間の演奏を行っており、今後48時間に渡る演奏も計画している。
2009年2月5日、タウソン大学ハロルド・J・カプランホールにおいて、ダイアン・ルチェスにより（8時45分から23時41分まで）計14時間56分に渡って演奏された。
また、2012年9月5日には、アデレード大学にて行われた「ジョン・ケージ・デー」において、Stephen Whittingtonにより、この作品の8時間版が演奏された。作品の8つのセクションは1時間ずつ配分され、それぞれのイベントは（正確なタイミングは維持されつつ）1分間のセグメントに分割されている。この演奏では8つのうち、7つのセクションが演奏され、1つのセクションが省略された代わりに1つのセクションが繰り返された。オルガンのレジストレーション変更は「チャンス・オペレーション」により決定された。

## ハルバーシュタットでの演奏

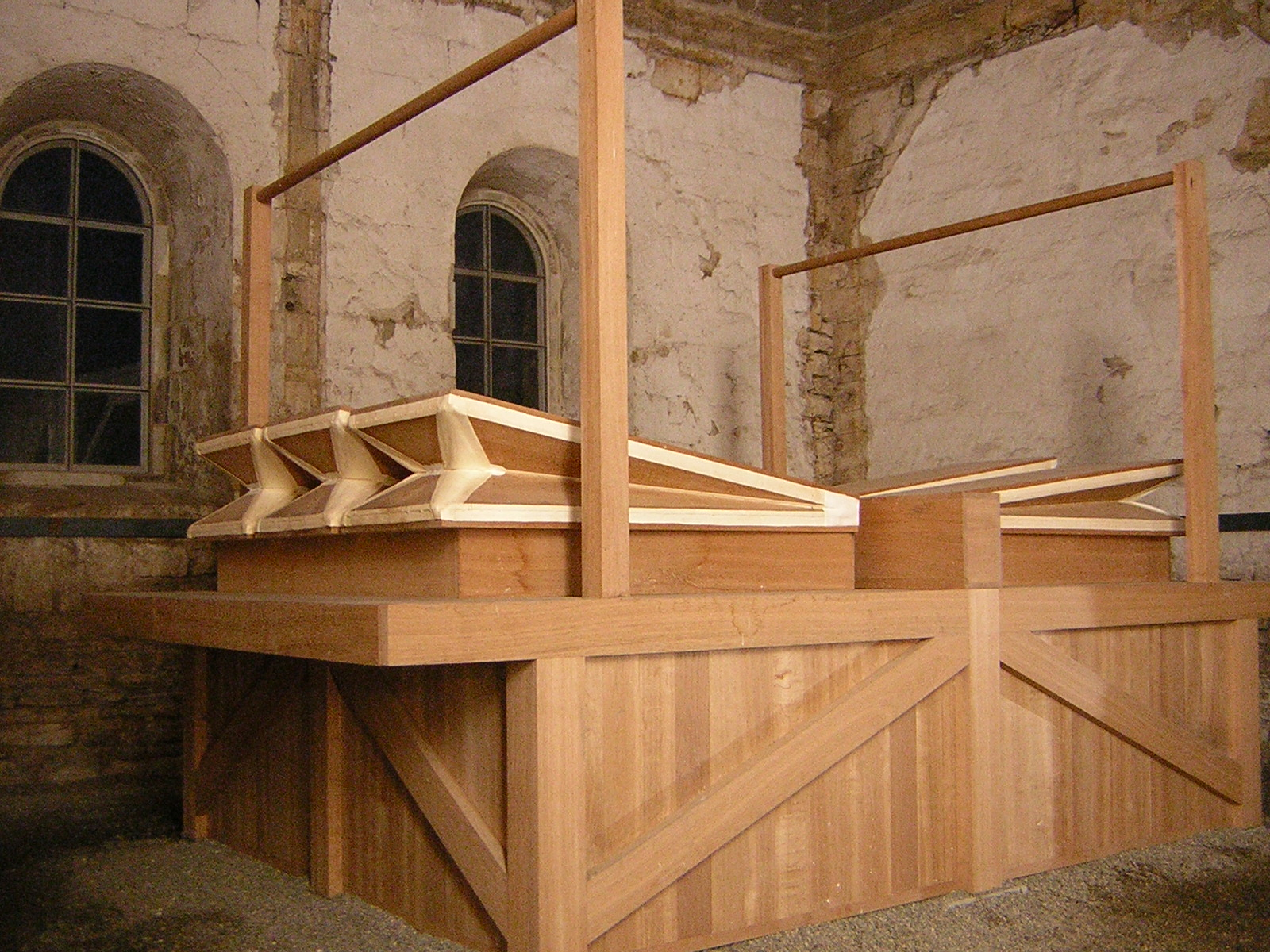
楽器を動かすふいご

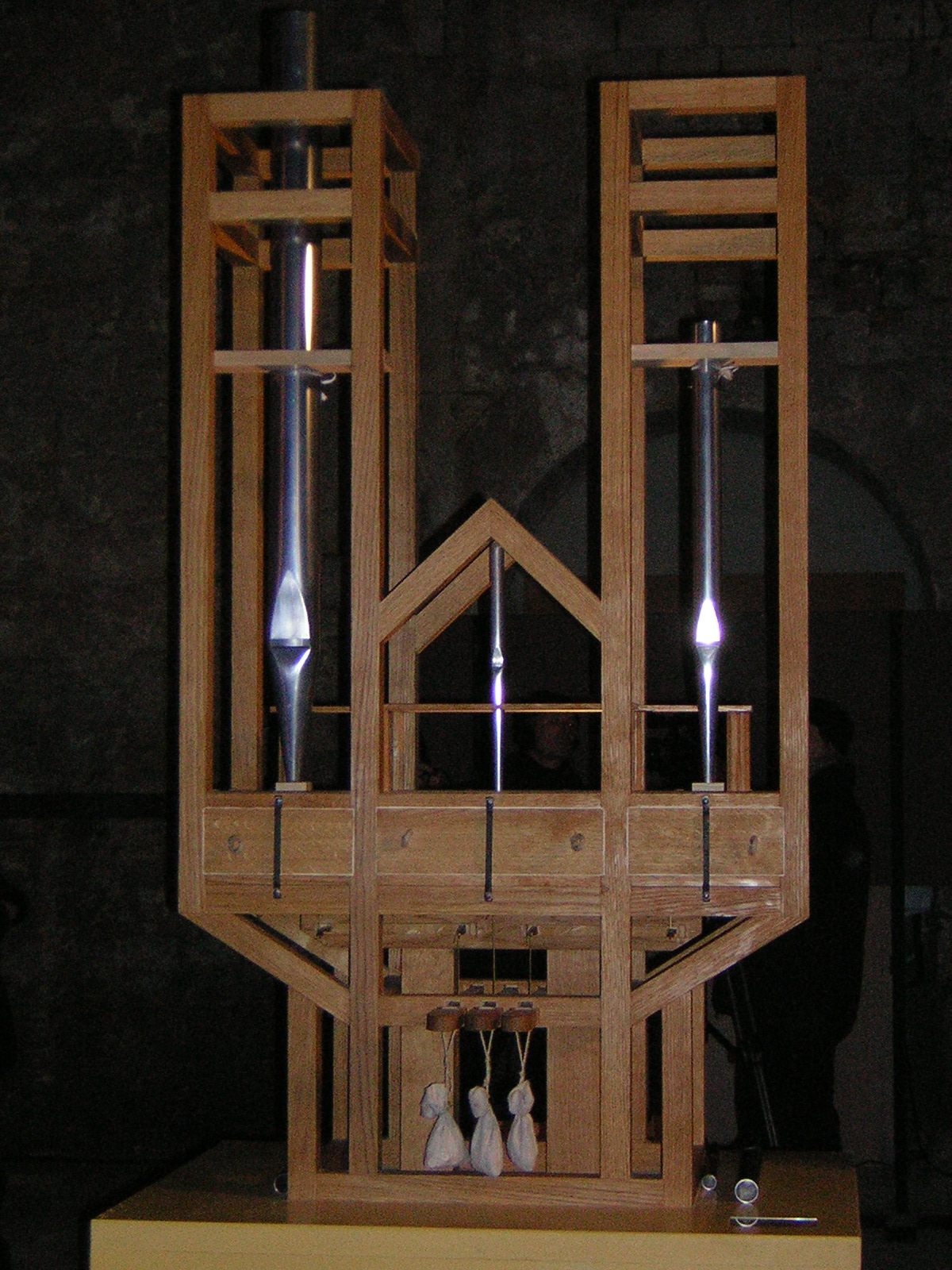
オルガン本体

### 背景
1997年に、ドイツのトロッシンゲン音楽大学でオルガン科教授のクリストフ・ボッセルトなどの音楽家や哲学者の会議によってケージのこの作品の演奏指示の意味が議論され、オルガンにおいては事実上、時間無制限で演奏できるとされた。
そして、639年に渡って作品を演奏するプロジェクトが浮上した。ハルバーシュタットが演奏地に選ばれたのは、ナポレオン戦争時の世俗化政策で廃止された聖ブキャルディ修道院の廃墟という絶好の場所が見つかったこと、および近くのハルバーシュタット大聖堂は記録に残る中で世界最古級の常設オルガンが設置された場所だという歴史的背景によるものだった。
「時間無制限の演奏」といってもパイプオルガンの寿命は無限ではないことから、実際的な演奏期間はハルバーシュタット大聖堂に常設のオルガンが設置された1361年からこの企画が提案された2000年までに相当する「639年」とされた 。これはジェム・ファイナーの『ロングプレイヤー』の1000年に次ぐものである（「演奏時間の長い曲」も参照）。

### 楽器
この作品の演奏のために特別に制作されたオルガンは、最終的に2009年に完成した。ブキャルディ教会の右側廊にあり、左側にふいごを持っている。
写真ではパイプは3本だが、曲の箇所によって本数は変わる。(2005年1月から5月の間は、6本のパイプを持っていた。)
楽器の音が絶えず聴こえているため、普段は音量を減らすためにアクリルガラスの箱に納められている。

### 演奏
演奏は2001年9月5日に開始された。2003年2月5日までは持続的な休符のため無音であり、最初の和音はその後2005年7月5日まで演奏された。
その響きは専用ウェブサイトで生中継されリアルタイムで聴くことができたが、2013年12月現在、リアルタイム中継は行われていない。
パイプが音を発し続けるために、ふいごによって一定の空気が供給され続けており、演奏終了は2640年9月5日を予定している。

### 音の変更
この作品は、ケージの89歳の誕生日である2001年9月5日に演奏が開始され、最初の17か月間は休符であり、最初の音が鳴らされたのは2003年2月5日である。音の追加や変更は以下の日程で行われる。
- 2004年7月5日
- 2005年7月5日
- 2006年1月5日
- 2006年5月5日[9]
- 2008年7月5日
- 2008年11月5日
- 2009年2月5日
- 2010年7月5日
- 2011年2月5日
- 2011年8月5日
- 2012年7月5日
- 2013年10月5日[10]
- 2020年9月5日[11]
- 2022年2月5日
- 2024年2月5日

## 関連リンク
- 本作品演奏プロジェクトの公式サイト （ドイツ語）
- Website of the Halberstadt event （ドイツ語）
- As Slow As Possible, Performance Today feature (National Public Radio), September 2003
- Recordings of a nine-hour performance of ASLSP at ARTSaha! 2006 by Joseph Drew: Hour One, Hour Six, Hour Nine
- （ドイツ語） Die eingefrorene Zeit, Die Zeit, January 8, 2006
- Website of the documentary film 'ASAP' by Scott Smith
- World's longest concert will last 639 years The Washington Post. November 21, 2011.